# Antoine Dussot
Antoine Dussot, né le 11 janvier 1877 à Thiers et mort le 8 juin 1944 à Berchères-la-Maingot, est un coureur cycliste français, spécialiste du demi-fond.
Il a été le « pacemaker » (entraîneur) des stayers, notamment d'Achille Germain.

## Palmarès
- 1906
  -  Médaillé d'argent du championnat de France de demi-fond.

- 1907
  -  Médaillé d'argent du championnat de France de demi-fond.